# Strzeżysław
Strzeżysław, Strzedzsław, Strzecsław, Strzecław, Strzesław – staropolskie imię męskie, złożone z członu Strzeży- ("strzec") oraz członu -sław ("sława"). Oznacza "tego, który strzeże sławy".
Forma żeńska: Strzeżysława, Strzesława.
Strzeżysław imieniny obchodzi 2 stycznia i 15 maja.